# Son House

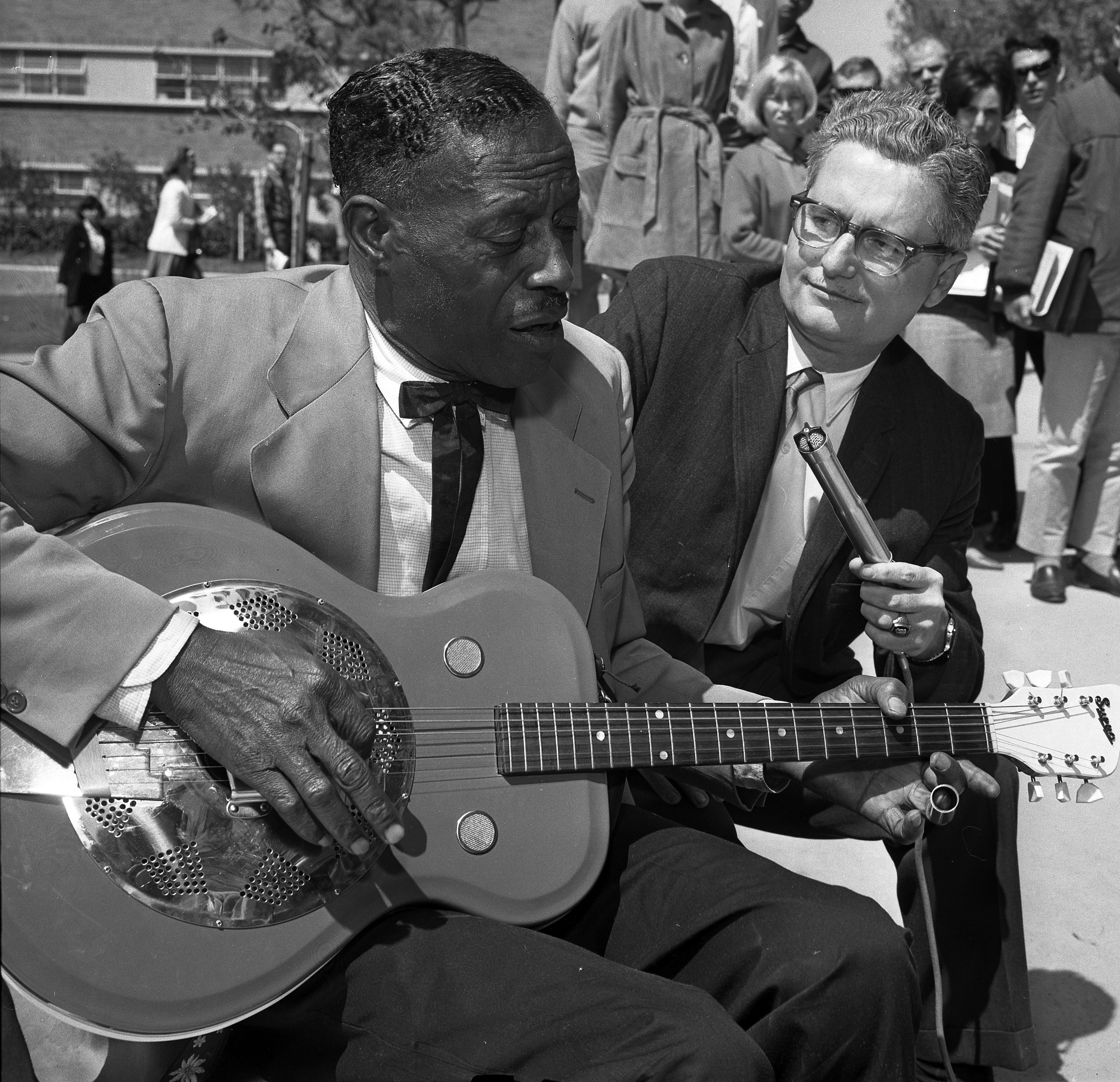
Son House (1965)

Son House (eigentlich Eddie James House, Jr.; * 21. März 1902 in Riverton, Mississippi; † 19. Oktober 1988 in Detroit, Michigan) war ein bedeutender Blues-Sänger und -Gitarrist und beeinflusste Blues-Größen wie Robert Johnson und Muddy Waters.

## Leben
House wurde auf einer Plantage geboren. Bereits als Jugendlicher wandte er sich der Religion zu, mit Anfang zwanzig war er als baptistischer Pastor aktiv. Den moralischen Anforderungen des Amtes konnte er jedoch nicht gerecht werden, er trank viel und hatte Affären mit Frauen. Anfang der 1920er verbrachte er einige Zeit in Louisiana, kehrte jedoch 1926 nach Mississippi zurück, entdeckte den Blues, erlernte das Gitarrenspiel und spielte in Juke Joints und auf House parties, sein Amt gab er auf.
1928 erschoss er – ihm zufolge in Notwehr – einen Mann und wurde zu Zwangsarbeit auf der Parchman Farm, dem Staatsgefängnis von Mississippi verurteilt, ein Jahr später jedoch wurde er nach erneuter Prüfung des Falles freigelassen. House zog nach Lula, Mississippi und traf dort auf Charley Patton und Willie Brown, mit denen er bis zu Pattons Tod oft zusammenspielte, Brown wechselte 1930 in seiner Funktion als Sideman von Patton zu House. Im August 1930 fand House auch zum ersten Mal Gelegenheit Aufnahmen zu machen. Die Aufnahmesitzung für Paramount Records galt eigentlich Charley Pattons Vertragsverlängerung, Patton hatte aber nach Aufforderung durch Art Laibley, dem Aufnahmeleiter bei Paramount, weitere Musiker mitgebracht, die alle Gelegenheit bekamen, Aufnahmen zu machen. So konnte Son House ebenso aufnehmen wie Willie Brown, Louise Johnson und die Gospelgruppe Delta Big Four. House nahm acht Stücke auf; alle acht Stücke wurden auch veröffentlicht, nur wenige Exemplare der Platten überlebten jedoch. Das einzige existierende Exemplar von „Mississippi County Farm Blues“/„Clarksdale Moan“, der letzten noch unbekannten von Houses Aufnahmen für Paramount, die lange als „Heiliger Gral“ des Blues galt, wurde erst nach 75 Jahren im September 2005 wiederentdeckt und 2006 wiederveröffentlicht.

Clarksdale Moan, Label der einzigen erhaltenen Kopie, wiederentdeckt 2005

1934, nach dem Tod von Charley Patton, ehelichte er noch im selben Jahr dessen Witwe Bertha Lee, mit der er bis zu ihrem Tod in den 50er Jahren zusammenlebte. 1941 und 1942 nahm ihn Alan Lomax noch einmal für die Library of Congress auf. 1943 siedelte House nach Rochester, New York um und zog sich vom Blues zurück.
Nachdem er im Juni 1964 von Dick Waterman, Nick Perls und Phil Spiro wiederentdeckt worden war, half ihm Alan Wilson dabei, sich das Repertoire an Songs, das er in den 1930ern und Anfang der 1940er Jahre gespielt und aufgenommen, inzwischen aber vergessen hatte, neu zu erarbeiten. Er trat 1965 beim Newport Folk Festival und 1967 in Europa beim American Folk Blues Festival auf. Er ging in den USA und Europa auf Tour und machte ab 1965 wieder Aufnahmen, zuerst für Columbia/CBS. Als einer der wenigen noch lebenden bedeutenden Musiker des Vorkriegsblues war er auch ein wichtiger Zeitzeuge und wurde vielfach interviewt. 1969 war er Gegenstand eines Dokumentarfilms („Son House“). Er gastierte beim Montreux Jazz Festival 1970.
Aus gesundheitlichen Gründen trat Son House seit 1971 nicht mehr auf. 1980 wurde Son House in die Blues Hall of Fame aufgenommen, 1997 in die legendäre Wireliste The Wire’s “100 Records That Set The World On Fire (While No One Was Listening)”. Er starb 1988 in Detroit, wo er seit 1976 lebte.

## Werk
Son House spielte mit so bekannten Musikern wie Charley Patton, Willie Brown, Robert Johnson, Fiddlin’ Joe Martin und Leroy Williams.
Son House war kein Virtuose auf der Gitarre, sein Spiel war rhythmisch, kraftvoll und gelegentlich aggressiv. Ergänzt wurde dies durch seinen leidenschaftlichen, kraftvollen und innovativen Vortragsstil. Seine religiöse Haltung fand auch Ausdruck in seinen Texten („Preachin’ the Blues“, „Judgement Day“, „John the Revelator“, „I Want to Live So God Can Use Me“).

## Diskographie

### Alben
- 1964: Blues from the Mississippi Delta (Smithsonian Folkways Recordings)
- 1965: The Legendary Son House: Father of the Folk Blues (Edsel)
- 1969: At Home: Complete 1969 (Document)
- 1990: Complete Recorded Works of Son House & The Great Delta Blues Singers (Document)
- 1992: Father Of The Delta Blues: The Complete 1965 Sessions (Legacy)
- 1995: In Concert (Magnum)
- 1995: Delta Blues and Spirituals [live] (EMI Music Distribution)
- 2000: Live at Gaslight Cafe, 1965 (Document)
- 2000: Complete Library Of Congress Sessions, 1941–1942 (Travlin´ Man)
- 2003: New York Central Live (Acrobat)
- 2003: Heroes Of The Blues: The Very Best Of Son House (Shout! Factory)
- 2005: King of the Delta Blues (Fuel 2000)

### DVD
- 1991: Masters Of The Country Blues – Son House And Bukka White[5]